# Distrito Municipal de La Jaiba
Es un distrito municipal de Puerto Plata, municipio cabecera Villa Isabela, en República Dominicana.
Cuenta con una población de 7,280 habitantes, según el último censo realizado.
La Jaiba, cuenta con las secciones de Bethel. Los Parajes de son Los Anegadizos y Solimán.
Su mayor fuente de empleo es la ganadería y la agricultura. Otra fuente de ingresos son las remesas.
Actualmente cuenta con su mayor atracción turística de los balnearios de el río la Jaiba.